# Katharina Fegebank
Katharina Fegebank (ur. 27 lutego 1977 w Bad Oldesloe) – niemiecka polityk, politolog i samorządowiec, od 2015 senator (członek władz miejskich) Hamburga, od 14 do 28 marca 2018 p.o. burmistrza Hamburga.

## Życiorys
Córka nauczycieli. W 1996 ukończyła szkołę średnią w Bargteheide, następnie przez rok pracowała jako nauczycielka i opiekunka w Wielkiej Brytanii. Od 1997 do 2002 studiowała politologię, anglistykę i prawo publiczne na Uniwersytecie Albrechta i Ludwika we Fryburgu, kształciła się też na studiach europejskich w Berlinie. Odbyła staże w Departamencie Spraw Społecznych i Ekonomicznych ONZ oraz niemieckiej ambasadzie w Ankarze. Od 2003 do 2004 badaczka i menedżer projektu w pozarządowym Centrum dla Polityki Europejskiej, następnie zajmowała się kwestiami migracji i polityki integracji w strukturach partii i Uniwersytecie Leuphana w Lüneburgu.
W 2004 zaangażowała się w działalność Sojuszu 90/Zielonych, od 2008 do 2015 kierowała strukturami partii w landzie Hamburg. W 2009 i 2013 bez powodzenia kandydowała do Bundestagu, natomiast w 2011, 2015 i 2020 uzyskiwała mandat posłanki do Hamburgische Bürgerschaft. Ponadto w 2015 i 2020 ubiegała się o stanowisko burmistrza. W maju 2015 w ramach koalicji z SPD została pierwszym zastępcą burmistrza i senatorem odpowiedzialnym za naukę, badania i równość. Od 14 do 28 marca 2018 tymczasowo sprawowała obowiązki burmistrza po dymisji Olafa Scholza. Po wyborach z lutego 2020 zachowała stanowisko senatora, a do jej kompetencji doszły także dzielnice miejskie.

## Życie prywatne
Wraz z przedsiębiorcą Mathiasem Wolfem ma bliźnięta (ur. 2018).